# Enantia
Genre
Le genre Enantia regroupe des insectes lépidoptères de la famille des Pieridae et de la sous-famille des Dismorphiinae qui résident en Amérique (Mexique, Amérique centrale et Amérique du Sud) .

## Dénomination
Enantia a été nommé par Jakob Hübner en 1819.
Synonyme : Licinia Swainson, [1820]

## Liste des espèces
- Enantia albania (Bates, 1864); présent au Mexique, au Guatemala, à Panama, au Nicaragua et en Équateur.
  - Enantia albania albania; au Mexique et au Guatemala.
  - Enantia albania amalia (Staudinger, 1884); à Panama et au Nicaragua.
  - Enantia albania  ssp en Équateur.
- Enantia aloikea Brévignon, 1993; présent en Guyane.
- Enantia citrinella' (C. & R. Felder, 1861); en Équateur, au Venezuela, en Colombie et au Pérou.
- Enantia clarissa (Weymer, 1895); présent au Brésil
- Enantia limnorina (C. & R. Felder, 1865); présent au Brésil
- Enantia jethys (Boisduval, 1836); présent au Mexique et au Guatemala.
- Enantia lina (Herbst, 1972); présent au Brésil
  - Enantia lina lina;
  - Enantia lina acutipennis Butler, 1896; à Trinité-et-Tobago
  - Enantia lina aphrodite (C. & R. Felder, 1865); présent au Brésil.
  - Enantia lina galanthis (Bates, 1861); en Équateur, au Brésil, en Bolivie et au Pérou.
  - Enantia lina marion Godman & Salvin, [1889]; au Mexique, au Guatemala, à Panama et au Nicaragua.
  - Enantia lina mercenaria (C. & R. Felder, 1861); à Panama, au Venezuela et en Colombie.
  - Enantia lina psamanthe (Fabricius, 1793); présent au Brésil et en Uruguay.
  - Enantia lina versicolora (Fruhstorfer, 1912); présent au Brésil.
  - Enantia lina virna Lamas, 2003; présent au Mexique
- Enantia mazai Llorente, 1984; présent au Mexique.
  - Enantia mazai mazai
  - Enantia mazai diazi Llorente, 1984
- Enantia melite (Linnaeus, 1763); présent au Mexique, au Surinam, au Brésil, en Bolivie et au Pérou.
  - Enantia melite melite au Surinam.
  - Enantia melite linealis (Prüffer, 1922); au Pérou.
  - Enantia melite theugenis (Doubleday, 1848); en Bolivie.

### Source
- funet